# سياحة الحدائق

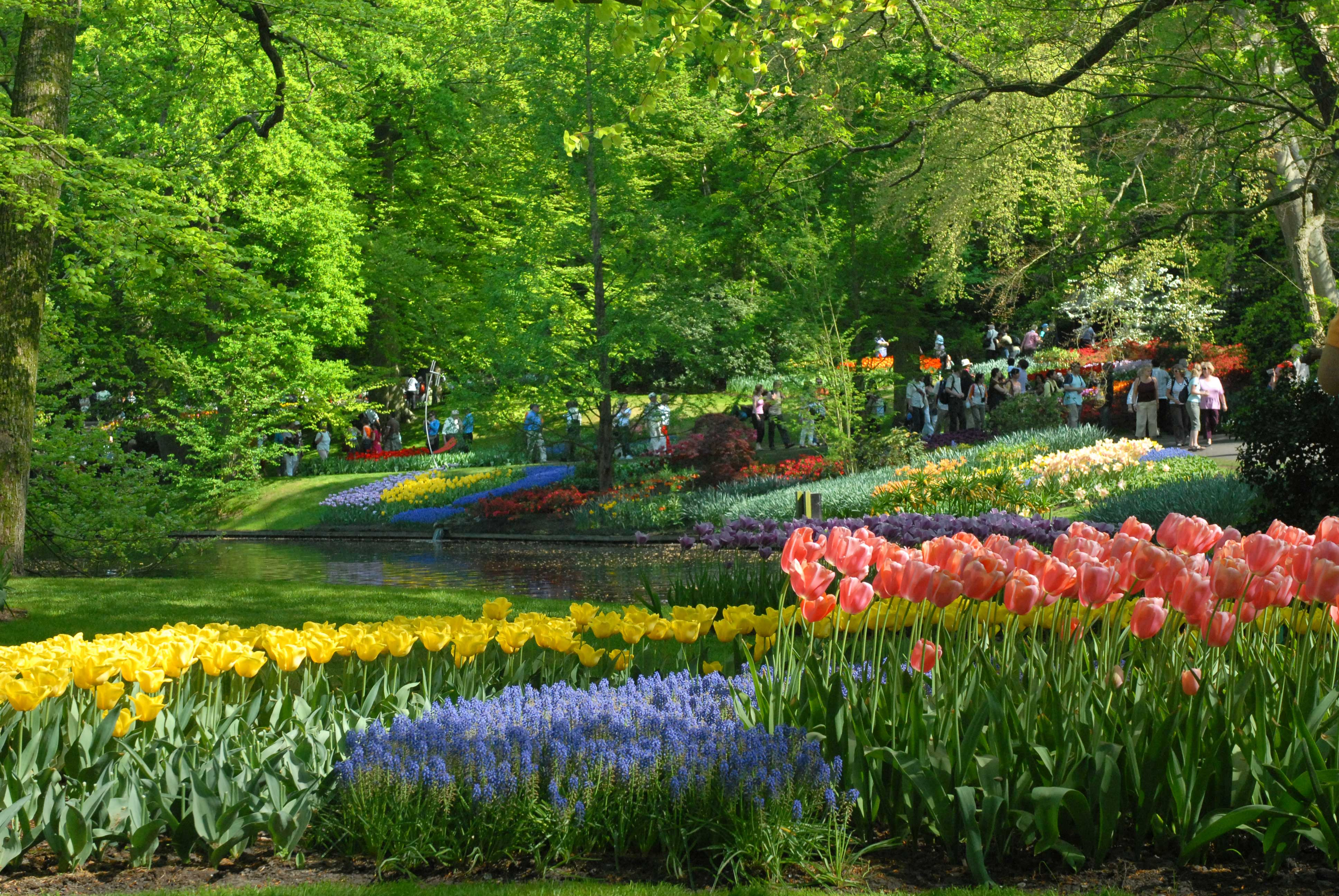
السياح في حدائق كيوكينهوف

سياحة الحدائق هي نوع من السياحة المتخصصة التي تنطوي على زيارات أو السفر إلى الحدائق النباتية والأماكن ذات الأهمية في تاريخ البستنة. غالبًا ما يسافر سائحو الحدائق بشكل فردي في البلدان التي هم على دراية بها ولكنهم يفضلون غالبًا الانضمام إلى جولات الحديقة المنظمة في البلدان التي قد يواجهون فيها صعوبات في اللغة أو السفر أو العثور على سكن بالقرب من الحديقة. في عام 2000 استقبل كل من قصر الحمراء وتاج محل أكثر من مليوني زائر. هذا يطرح توصيات لمعهد المناظر الطبيعية. 
تشمل قائمة الحدائق المشهورة التي تجذب سياح الحدائق من بعيد: 
- حديقة قلعة سيسينغهيرست وستورهيد في إنجلترا
- قصر فرساي، فيلاندري، في فرنسا
- كيوكينهوف في هولندا
- فيلا ديستي في إيطاليا
- قصر الحمراء في إسبانيا
- حدائق لونغوود وفيلولي في الولايات المتحدة
- تاج محل في الهند
- معبد ريوانجي في اليابان

على الرغم من شعبيتها، لا تزال سياحة الحدائق مؤسسة تجارية متخصصة. يوجد في جميع أنحاء العالم عدد محدود من منظمي الرحلات البوتيكات الذين يقدمون جولات إرشادية للجمهور. 

## خلفية تاريخية
في البداية شملت جولة الحديقة في إنجلترا وويلز على حدائق وحدائق خاصة لا تقبل الزوار بانتظام بموجب مخطط الحدائق الوطنية، عندما كان «فتح حدائق إنجلترا وويلز للأعمال الخيرية» (الكتاب الأصفر) بمثابة دليل إرشادي. نُشر العدد الأول من الكتاب الأصفر كملحق للمجلة البريطانية «الحياة الريفية» في عام 1931، بعد أن جاءت إلسي واج من مؤسسة تخدم تمريض المقاطعات بالفكرة الأساسية لمشروع مخطط الحدائق الوطنية، الذي فيه جمعية خيرية تجمع بين الجولة والبستنة عندما كانت البستنة تحظى بشعبية كبيرة في المملكة المتحدة.
امتدت حركة فتح الحدائق للجمعيات الخيرية إلى الحدائق الخاصة عندما تم الإعلان عنها في عام 1927، واتفق أصحاب هذه الحدائق على تحصيل رسم إيجار واحد من كل زائر تبرعوا به للمؤسسة الخيرية. جمعت 609 من هذه الحدائق 8000 جنيه إسترليني وفي عام 1928 أعادت تسمية المؤسسة إلى معهد كوينز للتمريض المحلي («معهد كوينز للتمريض» في وقت لاحق اليوم). مع نشر أول كتاب أصفر كان هناك 1000 حديقة للمشاركة في المخطط، وفي عام 2015 تبرعوا بمبلغ 4.5 مليون جنيه إسترليني منذ عام 1927. وقد تبرع أصحاب الحدائق الخاصة أحيانًا للجمعيات الخيرية التي يختارونها بمبلغ 40 ألف جنيه إسترليني. 
قدم معهد كوينز للتمريض المحلي الأموال التي شجعت بدورها الصندوق الوطني على العمل في مشاريع حدائق إضافية. كان ذلك في عام 2013 عندما أعيدت تسمية الصفحة الصفراء رسميًا باسم «حدائق للزيارة».

### جولات الحديقة والأدب
كان ميشيل دي مونتين من أوائل السياح الذين سجلوا انطباعاتهم عن الحدائق (1580)، إضافة إلى جون إيفلين وزياراته أيضًا للحدائق في فرنسا وإيطاليا، كما فعل فينيس موريسون. في بداية القرن الحادي والعشرين، مع تاريخ يمتد لأكثر من 100 عام من جولات الحدائق، كان لدى بريطانيا أكبر عدد من الحدائق المفتوحة للجمهور للزيارات السياحية، ففي عام 2013 تم إدراج 3700 حديقة في حدائق إنجلترا وويلز المفتوحة للأعمال الخيرية. 

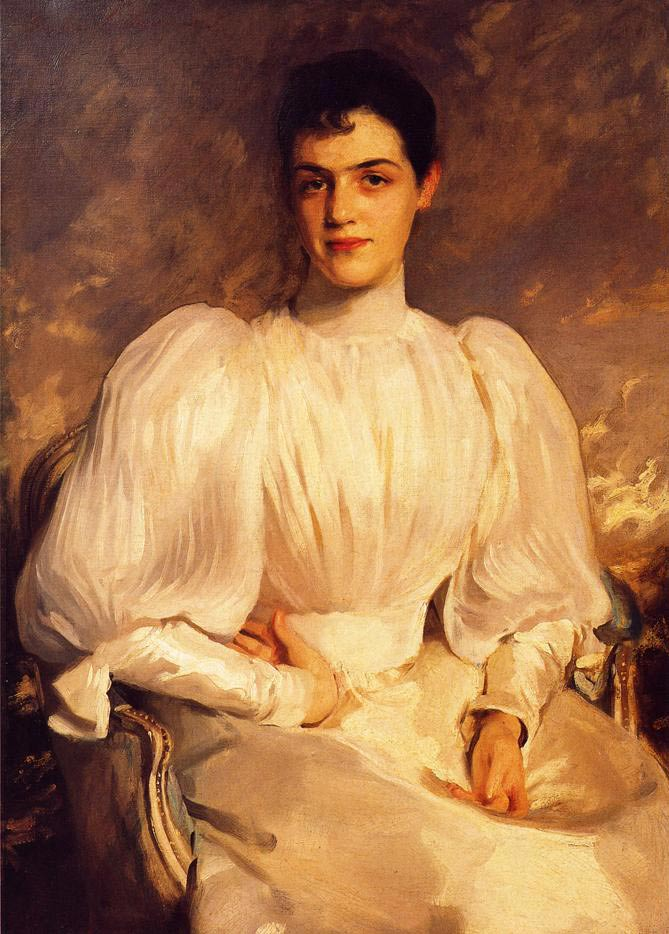
الآنسة إلسي واج للرسام، جون سنغر ساغنت 1893